# Microgonia occiduata
Microgonia occiduata là một loài bướm đêm trong họ Geometridae.